# Karolino-Bugaz
Karolino-Bugaz (en ucraniano: Кароліно-Бугаз) es un pueblo ucraniano perteneciente al óblast de Odesa. Situado en el suroeste del país, es parte del raión de Bíljorod-Dnistrovski y del municipio (hromada) homónimo.

## Toponimia
El nombre del asentamiento en otros idiomas de importancia en el asentamiento es también Karolino-Bugaz (en ruso: Каролино-Бугаз; en rumano: Karolino-Bugaz). Entre 1945 y 1990, el nombre oficial del lugar era Zatoka (en ucraniano: Затoка; en ruso: Затока).

## Geografía
El pueblo está situado a orillas del río Jadzhider, 12 km de Zatoka, a 13 km de Ovídiopol y 50 km al suroeste de Odesa.  

## Historia
Karolino-Bugaz fue fundada en 1813 por el conde polaco Ignacy-Karol Ścibor-Marchocki. 
El pueblo tártaro de Bugaz se conoce desde la década de 1770 pero durante la guerra ruso-turca de 1787-1792 fue destruido. Después de 1792, el territorio de la aldea moderna entró en los límites de la dacha de Adrian Gribovsky, que fue comprada por el conde de Podolia Ignacy Ścibor Marchocki en 1802. EIgnacy-Karol Ścibor-Marchocki, en cuyo honor recibió su segundo nombre, Karolino. La aldea fue mencionada por primera vez en el testamento deIgnacy Ścibor Marchocki del 14 de diciembre de 1822. Desde la segunda mitad de la década de 1820, la granja fue propiedad de la hermana menor de Karol, Emilia, la condesa de Ścibor Marchocki. 
En 1945, por decreto de la RSS de Ucrania, el pueblo de Karolino-Bugaz pasó a llamarse Zatoka. 
En 1990 el lugar volvió a su nombre original, Karolino-Bugaz.

## Demografía
La evolución de la población de Karolino-Bugaz entre 1989 y 2001 fue la siguiente:
| 2215                                                          | 2241 |
| (Fuente: Cities & Towns of Ukraine y UKRAINE: Größere Städte) |      |

Según el censo de 2001, la lengua materna de la mayoría de los habitantes, el 50,02%, es el ucraniano; del 47,12%, el ruso; y el búlgaro, del 1,07%.

## Economía
Karolino-Bugaz es un lugar de vacaciones con una variedad de pensiones y complejos vacacionales.

## Infraestructura

### Educación
Aquí hay una institución educativa secundaria búlgara.

### Transporte
La carretera regional P-70 atraviesa el pueblo y Karolino-Bugaz tiene una estación de tren en la línea ferroviaria Odesa-Basarabeasca.